# Vlag van Yukon

Vlag van het Yukon Territory

Vlag van de commissaris van Yukon

De vlag van Yukon is een groen-wit-blauwe verticale driekleur. In het midden van de witte band staat het wapen van Yukon, boven twee takken wilgenroosjes (de territoriale bloem). Groen representeert de bossen in Yukon, wit de sneeuw en blauw de meren en rivieren. De vlag is op 1 maart 1968 officieel aangenomen.

Wapen van Yukon

Het wapen van Yukon in het midden van de vlag is een schild. Boven het schild staat een husky op een wit vlak wat sneeuw voorstelt. In het bovenste deel van het schild is een rood kruis van Saint George om de vroege Britse kolonisten te eren en op het kruispunt van de assen een cirkel wat het symbool is van de bonthandel. De verticaal golvende witte en blauwe strepen representeren de Yukon en de goudhoudende kreken van Klondike. De rode pieken links en rechts van het midden representeren de bergen en de vier cirkels in de rode pieken staan voor de minerale reserves van Yukon.